# Gustaf Falkenberg
Gustaf Michaël Melcher Falkenberg, född 29 september 1860 i Mörarps socken, Malmöhus län, död 26 augusti 1917, var en svensk friherre och diplomat.

## Biografi
Falkenberg blev 1878 student vid Lunds universitet, där han avlade kansliexamen 1883 och hovrättsexamen 1884. Han  blev attaché vid Utrikesdepartementet (UD) 1885, andre sekreterare vid UD 1888, tillförordnad förste sekreterare där 1890, legationssekreterare i Sankt Petersburg från 1894. Falkenberg var tillförordnad chef för UD:s handels och konsulatavdelning 1897–1898. Falkenberg var legationsråd i Sankt Petersburg 1900 och i Köpenhamn 1901, tillförordnad chargé d’affaires i Wien 1904, envoyé i Bryssel och Haag 1905–1908 och generalkonsul där 1906–1908, envoyé i Kristiania 1908 och generalkonsul där från samma år, envoyé i Madrid och Lissabon från 1913 till sin död 1917.
Gustaf Falkenberg var son till ryttmästaren Melcher Fredrik Falkenberg (död 1902) och Ebba Gundborg Hedvig Gabriella Rålamb (död 1909). Han gifte sig 1908 med Elisabeth Julie Hegel (född 1875) från Danmark, i hennes andra gifte.

## Utmärkelser

### Svenska utmärkelser
- Kommendör med stora korset av Nordstjärneorden, 6 juni 1915.[5]
- Kommendör av första klass av Nordstjärneorden, 1 december 1906.[5]
- Riddare av Nordstjärneorden, 18 september 1897.[5]

### Utländska utmärkelser
- Storkorset av Belgiska Leopoldsorden, 1909.[5]
- Kommendör av första graden av Danska Dannebrogsorden, 1906.[5]
- Storkorset av Nederländska Oranien-Nassauorden, 30 juli 1908.[5][6]
- Storkorset av Norska Sankt Olavs orden, 1913.[5]
- Riddare av Norska Sankt Olavsorden, 1 december 1904.[5]
- Tredje klass av Persiska Sol- och Lejonorden, 10 juli 1890.[5]
- Riddare av andra klass av Ryska Sankt Annas orden, 1898.[5]
- Riddare av tredje klass av Ryska Sankt Annas orden, 1892.[5]
- Riddare av andra klassen med kraschan av Ryska Sankt Stanislausorden, 1 januari 1902.[5]
- Riddare av andra klassen av Ryska Sankt Stanislausorden, 1895.[5]
- Femte klass av Siamesiska Kronorden, 15 november 1891.[5]